# Chrysso wenxianensis
Chrysso wenxianensis là một loài nhện trong họ Theridiidae.
Loài này thuộc chi Chrysso. Chrysso wenxianensis được Chuandian Zhu miêu tả năm 1998.